# Publius Cornelius Scipio Nasica Serapio (consul en -111)
Pour les articles homonymes, voir Cornelius Scipio.
Publius Cornelius Scipio Nasica Serapio est un homme politique de la République romaine, consul en 111 av. J.-C., année de son décès.

## Famille
Il est le petit-fils de Publius Cornelius Scipio Nasica Corculum, deux fois consul, censeur et pontifex maximus au milieu du IIe siècle av. J.-C. et le fils de Publius Cornelius Scipio Nasica Serapio, consul en 138 av. J.-C. et successeur de son père en tant que pontifex maximus de 141 à sa mort en exil en 132 av. J.-C. L'année d'avant, ardent partisan des optimates, il s'oppose violemment à son cousin Tiberius Gracchus et prend la tête d'une foule de sénateurs et de leur clientèle. Lors de l'émeute conduite par Sciption Nasica, Tiberius est tué sur le Capitole ainsi que beaucoup de ses partisans.
Il épouse une Caecilia Metella, fille de Quintus Caecilius Metellus Macedonicus, consul et censeur de naissance illustre et ayant reçu toutes sortes d'honneurs civils et militaires.

## Biographie
Il soutient la politique hostile aux Gracques menée entre autres par les Caecilii Metelli et Marcus Aemilius Scaurus. 
Il est préteur au plus tard en 114 selon les dispositions de la lex Villia.
En 111, il est consul avec Lucius Calpurnius Bestia. Il reste à Rome alors que son collègue prend le commandement de la guerre contre Jugurtha en Numidie,.
Il meurt au cours de sa magistrature,,.
Diodore de Sicile en parle ainsi : « Scipion Nasica [...] ne dégénère point des vertus de ses ancêtres. Plein d’intégrité et de religion, il ne se laisse jamais corrompre par des présents ; et pénétré des préceptes de la plus haute philosophie, il ne se contente pas d’en faire le sujet le plus ordinaire de ses discours, mais il en fait encore la règle constante de sa vie ». Cicéron le décrit comme « étant peu disert, et ne parle pas souvent ; mais il ne le cède à personne pour la pureté du langage, et il n'a pas de rival pour la finesse et la plaisanterie ».